# Beane
Beane – wieś w Anglii, w hrabstwie Hertfordshire. Leży 4 km na północ od miasta Hertford i 36 km na północ od centrum Londynu.